# Orchestre de la Société des Concerts du Conservatoire
Orchestre de la Société des Concerts du Conservatoire var et symfoniorkester etableret i 1828 i Paris. Orkestret afholdt dets første koncert den 9. marts 1828 med musik af Beethoven, Rossini, Meifreid, Rode og Cherubini.
Orkestret, der administreredes af den philharmoniske sammenslutning på Conservatoire de Paris, bestod af professorer fra konservatoriet samt deres elever. Det blev dannet af François-Antoine Habeneck i banebrydende stil, hvor det bestræbte sig på at præsentere Beethovens symfonier, men med tiden blev det mere konservativt hvad angik dets programlægning.
I 1967 førte økonomiske vanskeligheder sammen med skiftende arbejdsforhold og dårlig løn til den franske regerings beslutning om at danne et nyt orkester. Efter audition ledet af Charles Munch blev 108 musikere valgt (hvoraf 50 var fra det tidligere orkester) til det nydannede Orchestre de Paris, som afholdt dets første koncert den 14. november 1967 på Théâtre des Champs-Élysées.
Uropførelser foretaget af orkestret inkluderer Berlioz' Symphonie Fantastique, Saint-Saëns' Celloconcert nr. 1 og Francks Symfoni.

## Chefdirigenter
Orkestrets chefdirigenter var:
- François-Antoine Habeneck 1828-1848
- Narcisse Girard 1848-1860
- Théophile Tilmant 1860-1863
- François George-Hainl 1863-1872
- Edouard Deldevez 1872-1885
- Jules Garcin 1885-1892
- Paul Taffanel 1892-1901
- Georges Marty 1901-1908
- André Messager 1908-1919
- Philippe Gaubert 1919-1938
- Charles Münch 1938-1946
- André Cluytens 1946-1960.

Ingen ledende dirigent blev udvalgt i orkestrets sidste år 1960-1967.